# Blue System
Blue System är en tysk pop/disco-grupp som bildades av Dieter Bohlen efter splittringen av Modern Talking. Gruppen fanns 1987–1998 och släppte under denna tid 13 album.

## Bandmedlemmar
- Dieter Bohlen – sång, gitarr, keyboard (1986–1998)
- Joachim Vogel – rytmgitarr (1986–1990)
- Frank Otto – trummor (1986–1988)
- Husnu Baylav (Snoopy) – trummor (1988)
- Michel Rollin – trummor (1989–1998)
- Joachim Strieben – keyboard (1989-1998)
- Lutz Krüger – sång (1990–1991)
- Wolfgang Fritsch – rytmgitarr (1990–1996)
- Fritz Graner – keyboard (1991–1998)
- Dirk Sauer – sång (1992–1994)
- Thorsten Feller – sång (1994–1996)
- Lars Illmer – sång (1997–1998)

## Diskografi
- 1987 – Walking On A Rainbow (Hansa Records)
- 1988 – Body Heat (Hansa Records)
- 1989 – Twilight
- 1990 – Obsession
- 1991 – Seeds Of Heaven
- 1991 – Deja Vu (#73 Tyskland)
- 1992 – Hello America (#29 Tyskland)
- 1993 – Backstreet Dreams (#5 Tyskland)
- 1994 – 21'st Century (#11 Tyskland)
- 1994 – X-Ten (#24 Tyskland)
- 1995 – Forever Blue
- 1996 – Body To Body (#29 Tyskland)
- 1997 – Here I Am (#38 Tyskland)